# 935-ös busz (Miskolc)
A miskolci 935-ös jelzésű éjszakai autóbuszvonal a Szondi György utca, a Villanyrendőr, a Szentgyörgyi út és az Avas kilátó között húzódik, amelyet a Miskolc Városi Közlekedési Zrt. üzemeltet.

## Története
Az MVK Zrt. a 2023 októberben bevezetett menetrendjében elindította a 935-ös autóbuszvonalat az egykoron személyzeti járatként feltüntetett 35É buszok utódjaként. Az egységes számozáson kívül járatsűrítés lépett életbe.

## Útvonala
Az Avas kilátó irányából majd mindegyik járat érinti a Tiszai pályaudvart, melyek az éjszakai induló és érkező vonatokhoz csatlakoznak.
| Szondi György utca – Avas kilátó | Avas kilátó – Szondi György utca |
| --- | --- |
| Szondi György utca ➝ Üteg utca ➝ Baross Gábor út ➝ Bajcsy-Zsilinszky út ➝ Soltész-Nagy Kálmán utca ➝ Zsolcai kapu ➝ Ady Endre utca ➝ Madarász Viktor utca ➝ Kazinczy utca ➝ Szemere utca ➝ Görgey utca ➝ Csabai kapu ➝ Miskolctapolcai út ➝ Szentgyörgy út ➝ Fényi Gyula tér ➝ Klapka György utca ➝ Pattantyús-Ábrahám Géza utca ➝ Avas kilátó | Avas kilátó ➝ Pattantyús-Ábrahám Géza utca ➝ Klapka György utca ➝ Fényi Gyula tér ➝ Szentgyörgy út ➝ Miskolctapolcai út ➝ Csabai kapu ➝ Görgey utca ➝ Szemere utca ➝ Kazinczy utca ➝ Szeles utca ➝ Ady Endre utca ➝ Zsolcai kapu ➝ Soltész-Nagy Kálmán utca ➝ Bajcsy-Zsilinszky út ➝ Baross Gábor út ➝ (Kandó Kálmán tér ➝ Tiszai pályaudvar ➝ Kandó Kálmán tér ➝) Baross Gábor út ➝ Üteg utca ➝ Szondi György utca |

## Közlekedése
Indításai a hét minden napján történnek, járatai az éjszaka folyamán közlekednek.
Az autóbuszgarázs irányából 4 járat indul, azonban az Avasról 5 indítás történik, ebből az egyik még éjfél előtt zajlik le.
A jelenben a Szondi György utca és az Avas kilátó kapcsolatát (különböző útvonalakon) időrendi sorrendben először a 900-as jelzésű éjszakai körjárat, majd a 935-ös jelzésű éjszakai helyijárat, aztán a 35G-s és 35-ös buszok keveréke adja.

### Járművek
Az autóbuszvonalon egyaránt megfordulnak az MAN típusú Lion's City szóló és csuklós járművek, ritkán 2006-os évjáratú Neoplan Centroliner autóbuszok is.

## Megállóhelyei
| 0                               | Szondi György utca végállomás | 0.0 km | 0  | 1G, 7, 12G, 14G, 21G, 35G, 101B, 900, Auchan 1 3706, 3710, 3712, 3715, 3716, 3717, 3718, 3719, 3720, 3721, 3722, 3723, 3724, 3726, 3727, 3728, 3729, 3730, 3731, 3733, 3734, 3735, 3736, 3737 |
| ∫                               | Üteg utca (↑)                 | ∫      | ∫  | 1G, 7, 8, 12G, 14G, 21G, 32G, 34G, 35G, 101B, 900, 901 3724 |
| Naponta 4 járat által érintett. |                               |        |    | |
| ∫                               | Tiszai pályaudvar             | ∫      | ∫  | 1, 1G, 1VP, 3, 3A, 8, 12G, 21, 30, 31, 101B, 900, 901 1383 3724, 3738, 3751, 3752, 3753, 3755, 3764 1, 1A, 2 expresszvonat, IC, InterRégió, sebesvonat, személyvonat – Miskolc-Tiszai (80, 90, 92, 94) |
| 1                               | Selyemrét                     | 0.8 km | 3  | 1, 1G, 1VP, 3, 7, 12G, 14G, 21, 21G, 30, 31, 32G, 34G, 35G, 900, 901, Auchan 1 3706, 3724, 3726, 3738, 3751, 3752 1, 1A, 2 |
| 2                               | Bajcsy-Zsilinszky út          | 1.4 km | 5  | 1, 1G, 3, 4, 7, 12G, 32G, 34G, 101B, 900 3706, 3724, 3726, 3738, 3752 |
| 3                               | Búza tér / Zsolcai kapu       | 1.9 km | 7  | 1, 1G, 3, 3A, 4, 7, 11, 12G, 20, 20A, 24, 28, 32, 32G, 34G, 43, 44, 45, 101B, 900, 914 1050, 1053, 1369, 1370, 1372, 1373, 1374, 1375, 1376, 1377, 1380, 1381, 1383, 1384, 1410, 1411 3700, 3701, 3702, 3703, 3704, 3705, 3706, 3707, 3708, 3709, 3710, 3711, 3712, 3714, 3715, 3716, 3717, 3718, 3719, 3720, 3721, 3722, 3723, 3724, 3726, 3727, 3728, 3729, 3730, 3731, 3733, 3734, 3735, 3736, 3737, 3738, 3739, 3740, 3741, 3742, 3743, 3744, 3745, 3746, 3747, 3748, 3749, 3750, 3751, 3752, 3753, 3754, 3755, 3757, 3760, 3761, 3764, 3765, 3766, 3767, 3770, 3772, 3773, 3774, 3775, 3776, 3777, 4019 |
| ∫                               | Szeles utca (↑)               | ∫      | ∫  | 1, 1G, 11, 12, 12G, 14, 14G, 20, 34G, 36, 54, 101B, 900, 914 |
| ∫                               | Petőfi tér (↑)                | ∫      | ∫  | 1, 1G, 12, 14, 14G, 20, 34, 34G, 36, 54, 101B, 900, 901, 914 1383 3755 |
| 4                               | Hősök tere                    | 2.7 km | 9  | 14, 14G, 28, 34, 35, 36, 43, 44, 900, 901, 914 |
| 5                               | Villanyrendőr                 | 3.0 km | 10 | 14, 14G, 28, 34, 35, 36, 43, 44, 900, 901, 914, Auchan 1 1, 1A, 2 |
| 6                               | Népkert                       | 3.7 km | 12 | 12, 14, 20, 20A, 28, 34, 35, 36, 43, 44, 900, 914 |
| 7                               | SZTK Rendelőintézet           | 4.3 km | 13 | 12, 14, 20, 20A, 24, 30, 31, 34, 36, 43, 44, 900, 914 1369, 1370, 1377 3738, 3739, 3740, 3741, 3742, 3743, 3744, 3745, 3746, 3747, 3748, 3749, 3750, 3751, 3752, 4019 |
| 8                               | Petneházy-bérházak            | 4.9 km | 14 | 12, 14, 20, 20A, 24, 30, 31, 34, 36, 43, 44, 900, 914 |
| 9                               | Tapolcai elágazás             | 5.2 km | 16 | 4, 12, 14, 20, 20A, 24, 30, 31, 32, 34, 36, 43, 44, 45, 900, 914 1050, 1369, 1370, 1372, 1373, 1374, 1375, 1376, 1377, 1380, 1381, 1411 3738, 3739, 3740, 3741, 3742, 3743, 3744, 3745, 3746, 3747, 3748, 3749, 3750, 3751, 3752, 4019 |
| 10                              | Vasúti felüljáró              | 5.8 km | 17 | 12, 20, 20A, 24, 30, 32, 34, 36, 900 1050, 1369, 1370, 1372, 1373, 1374, 1375, 1376, 1377, 1380, 1381, 1411 3738, 3739, 3740, 3741, 3742, 3743, 3744, 3745, 3746, 3747, 3748, 3749, 3750, 3751, 3752, 4019 |
| 11                              | Szentgyörgy út                | 6.2 km | 18 | 12, 20, 20A, 29, 30, 32, 34, 36, 900, Auchan 2 |
| 12                              | Sályi István utca             | 6.7 km | 19 | 29, 30, 32, 34, 36, 900, Auchan 2 |
| 13                              | Avas városközpont             | 7.1 km | 20 | 29, 30, 31, 32, 34, 36, 900, Auchan 2 |
| 14                              | Ifjúság útja                  | 7.5 km | 21 | 29, 30, 31, 32, 34, 35, 35G, 36, 900, Auchan 2 |
| 15                              | Mednyánszky utca              | 7.9 km | 22 | 29, 30, 31, 32, 34, 35, 35G, 36, 900, Auchan 2 |
| 16                              | Hajós Alfréd utca             | 8.3 km | 23 | 29, 30, 31, 32, 34, 35, 35G, 36, 900, Auchan 2 |
| 17                              | Leszih Andor utca             | 8.6 km | 24 | 29, 30, 31, 32, 34, 35, 35G, 36, 900, Auchan 2 |
| 18                              | Avas kilátó végállomás        | 8.9 km | 25 | 29, 30, 31, 32, 34, 35, 35G, 36, 900, Auchan 2 |